# Cour administrative d'appel de Toulouse
La cour administrative d'appel de Toulouse est la juridiction d'appel française des décisions rendues par les tribunaux administratifs de Toulouse, Montpellier et Nîmes.

## Histoire

Carte des ressorts des Cours administratives d'appel (CAA de Toulouse en orange) ; ceux des tribunaux administratifs (TA), interdépartementaux en France métropolitaine, sont délimités par les lignes en gras.

Elle est la neuvième et dernière cour administratives d'appel de France à avoir été créée, par un décret du 7 décembre 2021. L'initiative de sa création a été actée le 19 novembre 2019, motivée par la volonté de désengorger les cours administratives d'appel de Bordeaux et Marseille et de mieux répartir les juridictions d'appel sur le territoire national, en reprenant les dossiers jugés dans le ressort du tribunal administratif de Toulouse (dépendant de Bordeaux), ainsi que ceux de Montpellier et de Nîmes (dépendants de Marseille). Elle a commencé son activité le 1er mars 2022.

## Site
Elle est installée dans les anciens locaux du rectorat de l’académie de Toulouse, impasse Saint-Jacques, situés dans le prolongement de l’hôtel de Lestang

## Organisation
La cour est composée de 21 magistrats et de 25 agents, répartis en quatre chambres chargées d’examiner les litiges entre citoyens et administrations ou entre administrations.

### Présidents
| Depuis 2022 | Jean-François Moutte |